# 盧巴丘夫縣

50°10′N 23°7′E / 50.167°N 23.117°E
盧巴丘夫縣（波蘭語：Powiat lubaczowski），是波蘭的縣份，位於該國南部，由喀爾巴阡山省負責管轄，首府設於盧巴丘夫，面積1,308平方公里，2006年人口57,120，人口密度每平方公里44人。